# Bodenrode-Westhausen
Bodenrode-Westhausen ist eine Gemeinde im thüringischen Landkreis Eichsfeld und Sitz der Verwaltungsgemeinschaft Leinetal. Der Ort hat einen Haltepunkt an der Bahnstrecke Halle–Hann. Münden.

## Geografische Lage
Bodenrode-Westhausen liegt gut fünf Kilometer östlich von Heilbad Heiligenstadt im Leinetal. Im Süden begrenzt der Höhenzug Dün das Gemeindegebiet.

## Geschichte
Bodenrode wurde erstmals 1305 und Westhausen 1146 urkundlich erwähnt.  Beide Orte gehörten ab 1816 zum Regierungsbezirk Erfurt der preußischen Provinz Sachsen.
Am 2. Januar 1992 wurde die Verwaltungsgemeinschaft Leinetal gegründet, damals bestehend aus den noch selbstständigen Mitgliedsgemeinden Bodenrode und Westhausen, die am 6. November 1993 fusionierten.

### Einwohnerentwicklung
Entwicklung der Einwohnerzahl (31. Dezember):
| - 1994: 1.168 - 1995: 1.171 - 1996: 1.152 - 1997: 1.154 - 1998: 1.160 - 1999: 1.164 | - 2000: 1.180 - 2001: 1.182 - 2002: 1.181 - 2003: 1.196 - 2004: 1.208 - 2005: 1.210 | - 2006: 1.190 - 2007: 1.189 - 2008: 1.182 - 2009: 1.173 - 2010: 1.159 - 2011: 1.159 | - 2012: 1.137 - 2013: 1.119 - 2014: 1.121 - 2015: 1.114 - 2016: 1.108 - 2017: 1.111 | - 2018: 1.110 - 2019: 1.118 - 2020: 1.129 - 2021: 1.096 - 2022: 1.093 |

Datenquelle: Thüringer Landesamt für Statistik

### Wappen Ortsteil Bodenrode
Blasonierung: „In Silber über blauem Wellenschildfuß mit zwei silbernen Wellenbalken zwischen sechs grünen Halmen ein goldener nach links blickender Vogel.“

## Politik

### Gemeinderat
Der Gemeinderat von Bodenrode-Westhausen setzt sich aus 12 Gemeinderatsmitgliedern zusammen. Die Gemeinderatswahl am 26. Mai 2024 führte zu folgendem Ergebnis:
| Partei / Liste                       | Stimmenanteil | Sitze | +/− |
| Christlich Demokratische Union (CDU) | 66,5 %        | 8     | + 1 |
| Freie Wählergemeinschaft (FWG)       | 33,5 %        | 4     | − 1 |
| Wahlbeteiligung: 71,6 %              |               |       |     |

### Bürgermeister
Der ehrenamtliche Bürgermeister Gerald Weidemann (FW Freie Wähler) wurde am 6. Juni 2010 mit 91,4 Prozent der gültigen Stimmen gewählt. Die Wahlbeteiligung lag bei 39,4 Prozent. Bei der Wahl am 5. Juni 2016 wurde er mit 92,2 Prozent der gültigen Stimmen bei einer Wahlbeteiligung von 39,9 Prozent im Amt bestätigt. Bei der nachfolgenden Wahl am 12. Juni 2022, bei der es einen Gegenkandidaten gab, konnte Weidemann mit noch 55,8 Prozent der gültigen Stimmen erneut im Amt bestätigt werden. Hier lag die Wahlbeteiligung bei 58,1 Prozent.

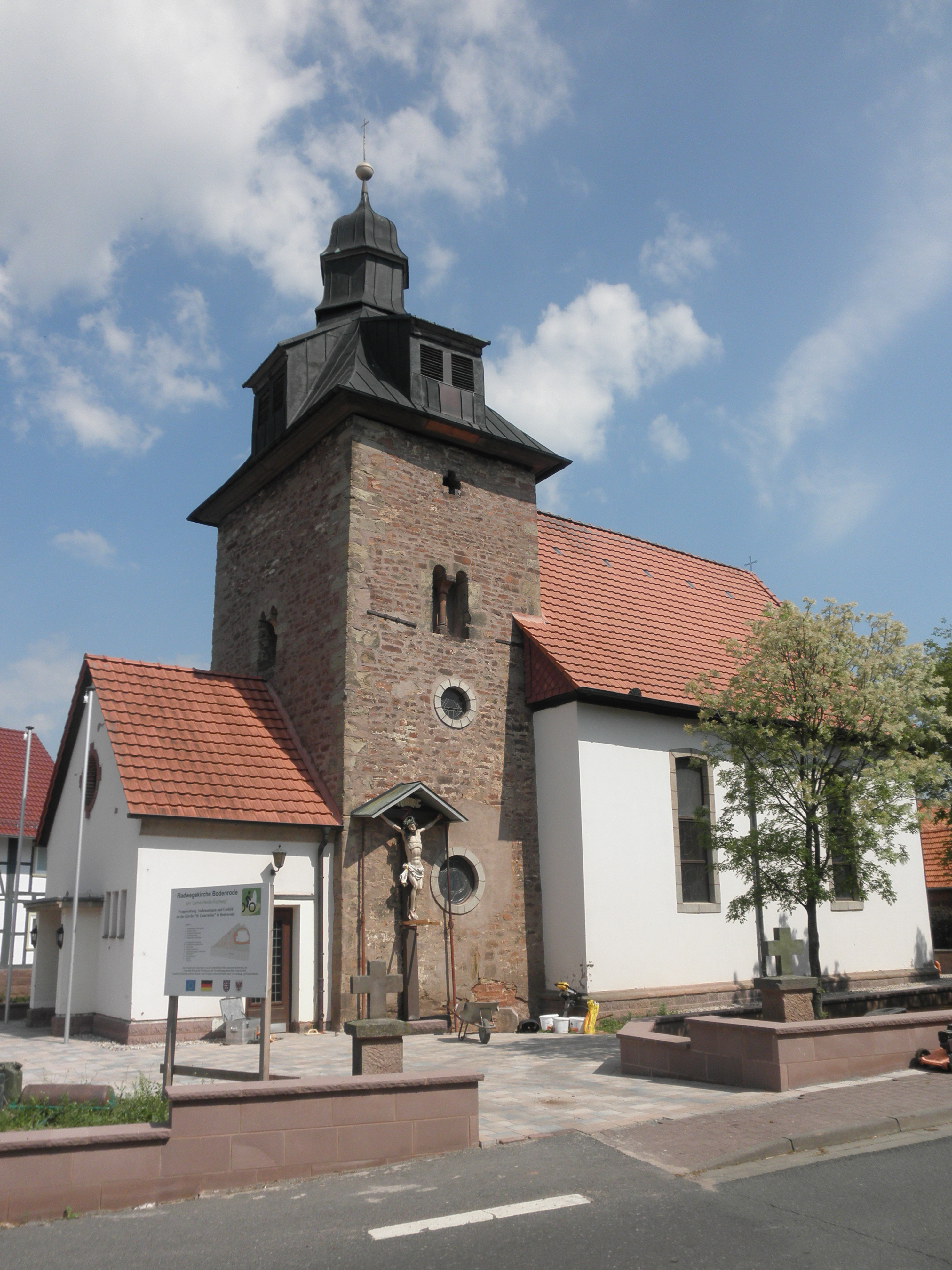
Kirche St. Laurentius in Bodenrode

## Sehenswürdigkeiten
- Römisch-katholische Kirche St. Laurentius in Bodenrode: Kirchenschiff von 1688 bis 1706, Einbeziehung des romanischen Turms eines Vorgängerbaus. Reiche Ausstattung. Radwegekirche, Bodenrode liegt am Leine-Radweg.
- Römisch-katholische Kirche St. Pankratius in Westhausen

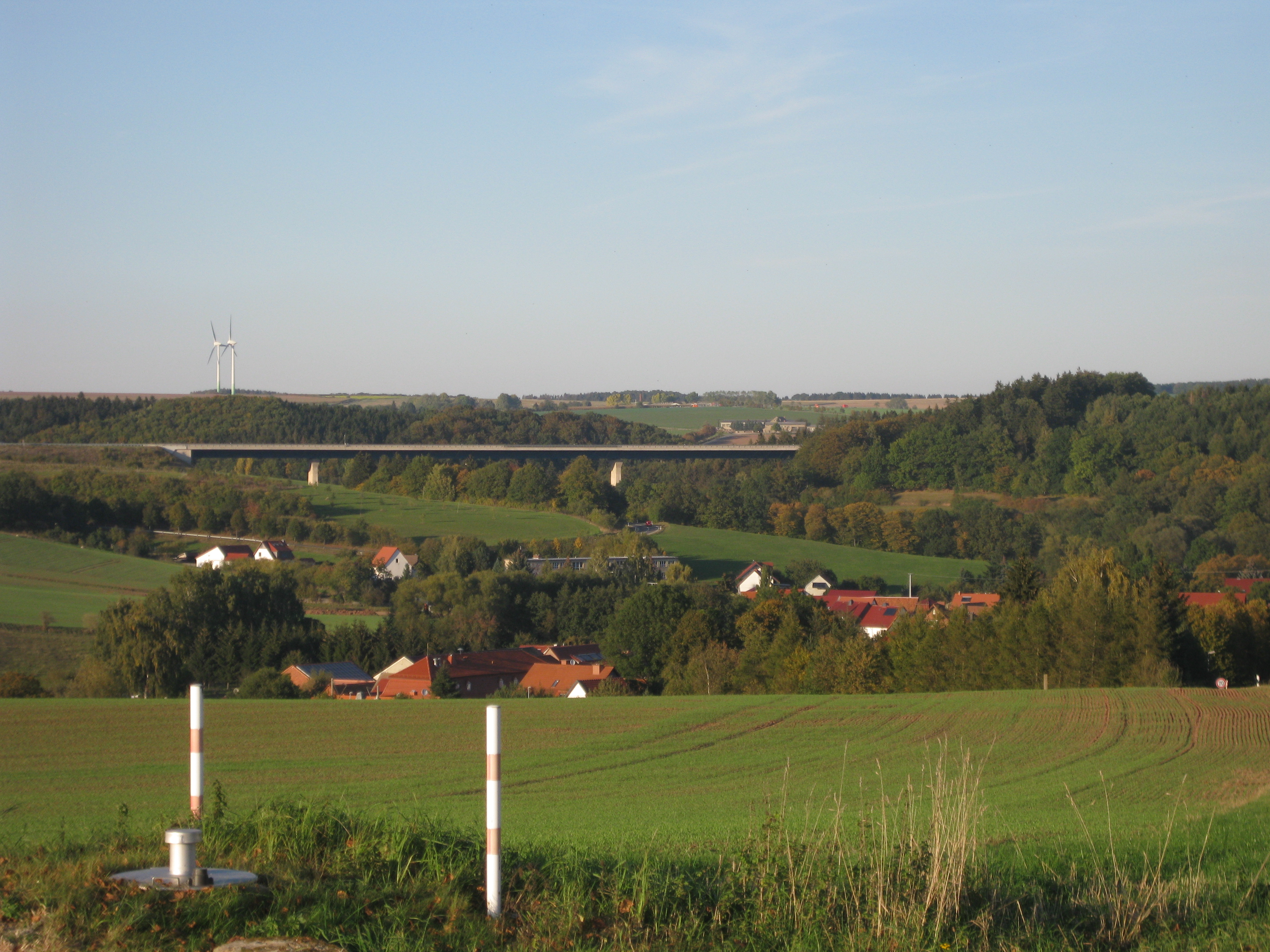
Blick nach Bodenrode
Blick nach Westhausen
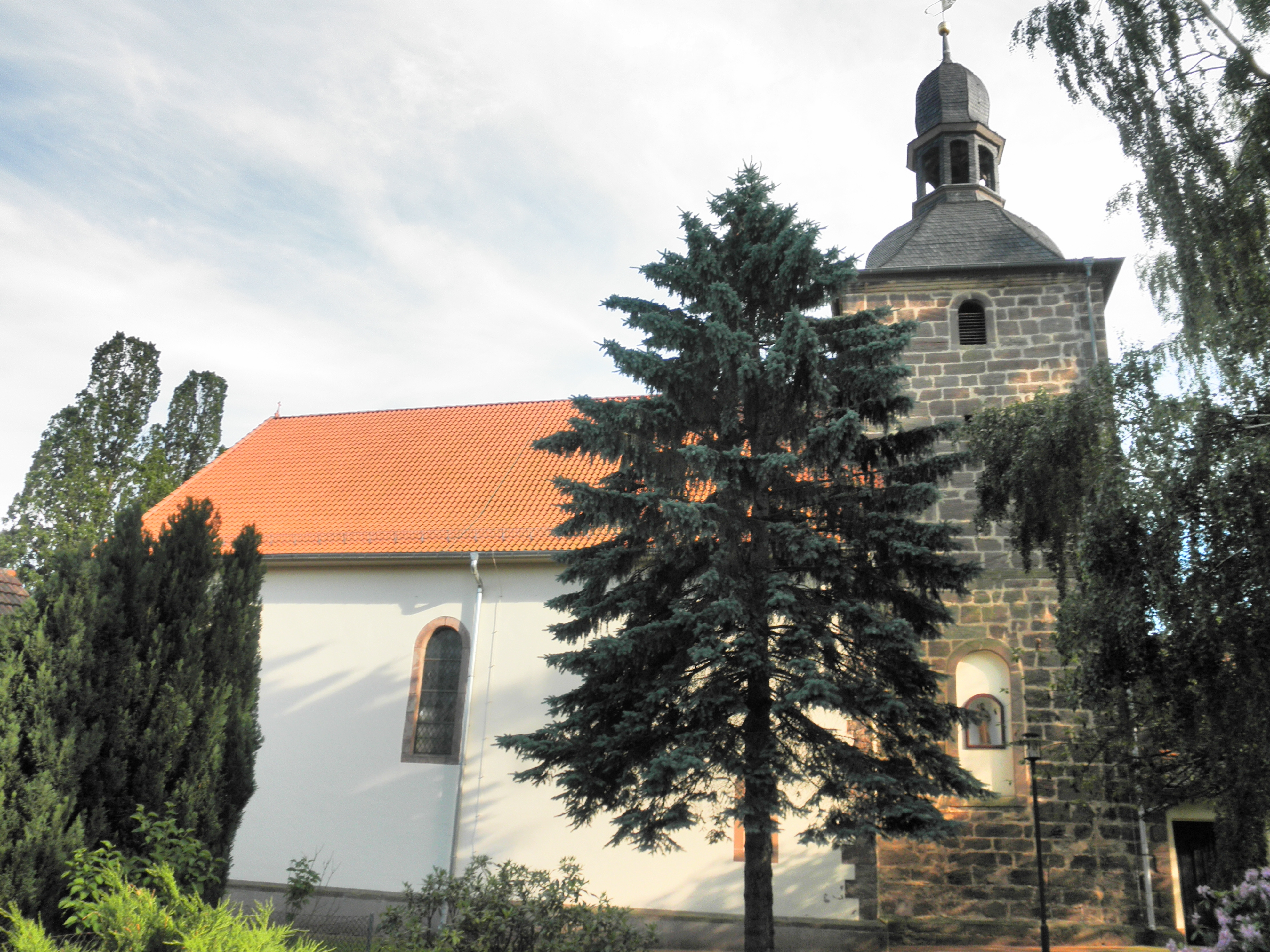
Kirche St. Pankratius in Westhausen

## Persönlichkeiten
- Werner August Hagedorn (1831–1894), deutscher Chirurg.